# Encymon scintillans
Encymon scintillans es una especie de coleóptero de la familia Endomychidae.

## Distribución geográfica
Habita en las  islas Salomón  (Oceanía).